# Festival Internacional de Cine de Berlín 1951
La 1ª entrega anual del Festival de Cine de Berlín se celebró entre el 6 y 17 de junio de 1951. La película con la que se realizó la abertura del festival fue Rebecca de Alfred Hitchcock. En aquel primer año de entrega, el oso de oro se introdujo en los premios y se le otorgó a la mejor película en cada una de las cinco categorías; drama, comedia, crimen o de aventura, musical y documentales. Este sistema fue clausurado en el próximo año, ya que las películas serían votadas por el público.

## Resumen
El Comité organizado decidió darle el nombre al Festival, y se decidió que se llevara a cabo en la ciudad de Berlín. En noviembre de 1950 se decidió que Alfred Bauer sea el primer director de la entrega. Bauer pidió al presidente Theodor Heuss para que este pueda actuar como principal conductor para el festival, pero este se negó.
La apertura de la primera entrega se llevó a cabo bajo una enorme rango audiencia el 6 de junio de 1951 en Potsdamer Platz. Se mostró en primer lugar, la película Rebecca de Alfred Hitchcock. La primera actriz que apareció en la entrega fue Joan Fontaine. Además se calcula exactamente una cantidad de 25 000 espectadores.

## Jurado
Las siguientes personas fueron seleccionados por el director de la entrega como jurados del festival:
- Emil Dovifat (1890–1969), Periodista
- Werner Eisbrenner (1908–1981), compositor
- Günter Geisler
- Walther Karsch (1906–1975), Compositor
- Hilde Lucht-Perske (1902−1973), Miembro de la cámara de representantes.
- Tatjana Sais (1910−1981), actriz
- Paul Heimann (1901−1967), miembro del concejo audiovisual
- Johannes Betzel

## Películas de competición
La siguiente es una lista donde se representan a las películas que compiten por el  Oso de oro:
| Título en español                                  | Título original                                    | Director(es)                        | País         |
| -------------------------------------------------- | -------------------------------------------------- | ----------------------------------- | ------------ |
| Drama                                              |                                                    |                                     |              |
| La versión Browning                                | The Browning Version                               | Anthony Asquith                     | Reino Unido  |
| El camino de la esperanza                          | Il cammino della speranza                          | Pietro Germi                        | Italia       |
| Il Cristo proibito                                 | Il Cristo proibito                                 | Curzio Malaparte                    | Italia       |
| Dieu a besoin des hommes                           | Dieu a besoin des hommes                           | Jean Delannoy                       | Francia      |
| Das gestohlene Jahr                                | Das gestohlene Jahr                                | Wilfried Fraß                       | Austria, RFA |
| Doctor Holl: Historia de un gran amor              | Dr. Holl                                           | Rolf Hansen                         | RFA          |
| Muchachas de uniforme                              | Muchachas de uniforme                              | Alfredo B. Crevenna                 | México       |
| La señorita Julie                                  | Fröken Julie                                       | Alf Sjöberg                         | Suecia       |
| Cuatro en un jeep                                  | Die Vier im Jeep                                   | Leopold Lindtberg                   | Suiza        |
| Das seltsame Leben des Herrn Bruggs                | Das seltsame Leben des Herrn Bruggs                | Erich Engel                         | RFA          |
| Comedias                                           |                                                    |                                     |              |
| ...Sans laisser d'adresse                          | ...Sans laisser d'adresse                          | Jean-Paul Le Chanois                | Francia      |
| Geheimnis einer Ehe                                | Geheimnis einer Ehe                                | Helmut Weiss                        | RFA          |
| Leva på 'Hoppet'                                   | Leva på 'Hoppet'                                   | Göran Gentele                       | Suecia       |
| Casado y con dos suegras                           | The Mating Season                                  | Mitchell Leisen                     | EE. UU.      |
| Documentales                                       |                                                    |                                     |              |
| The Undefeated                                     | The Undefeated                                     | Paul Dickson                        | EE. UU.      |
| In Beaver Valley                                   | In Beaver Valley                                   | James Algar                         | EE. UU.      |
| Trillers y aventuras                               |                                                    |                                     |              |
| Justicia cumplida                                  | Justice est faite                                  | André Cayatte                       | Francia      |
| Con destino a la Luna                              | Destination Moon                                   | Irving Pichel                       | EE. UU.      |
| Musical                                            |                                                    |                                     |              |
| Cenicienta                                         | Cinderella                                         | Wilfred Jackson                     | EE. UU.      |
| Los cuentos de Hoffman                             | The Tales of Hoffmann                              | Michael Powell y Emeric Pressburger | Reino Unido  |
| Cultura y documentales                             |                                                    |                                     |              |
| Begone Dull Care                                   | Begone Dull Care                                   | Norman McLaren y Evelyn Lambart     | Canadá       |
| Bosch                                              | Bosch                                              |                                     | Italia       |
| Der gelbe Dom                                      | Der gelbe Dom                                      | Eugen Schuhmacher                   | RFA          |
| Kleine Nachtgespenster                             | Kleine Nachtgespenster                             | Eugen Schuhmacher                   | RFA          |
| Arte y ciencia                                     |                                                    |                                     |              |
| Der Film entdeckte Kunstwerke indianischer Vorzeit | Der Film entdeckte Kunstwerke indianischer Vorzeit | Hans Cürlis                         | RFA          |
| Goya                                               | Goya                                               | Luciano Emmer                       | Italia       |
| Il paradiso perduto                                | Il paradiso perduto                                | Luciano Emmer y Enrico Gras         | Italia       |
| Publicitarios                                      |                                                    |                                     |              |
| Blick ins Paradies                                 | Blick ins Paradies                                 | Hans Fischerkoesen                  | RFA          |
| Het gala-Concert                                   | Het gala-Concert                                   |                                     | Países Bajos |
| The Story of Time                                  | The Story of Time                                  | Michael Stainer-Hutchins            | Reino Unido  |

## Palmarés
Los siguientes premios fueron entregados por el jurado:

### Oso de oro
- Cuatro en un jeep de Leopold Lindtberg - Oso de Oro a Mejor Drama
- ... Sans laisser d'adresse de Jean-Paul Le Chanois - Oso de Oro a la Mejor Comedia
- En Beaver Valley de James Algar - Oso de Oro al mejor documental
- Justicia cumplida de André Cayatte - Oso de Oro a la Mejor Película del crimen o de aventura
- Cenicienta de Wilfred Jackson - Oso de Oro a la Mejor película musical

### Oso de plata
- El camino de la esperanza de Pietro Germi - Oso de Plata al Mejor Drama
- Leva på 'Hoppet' de Göran Gentele - Oso de Plata a la Mejor Comedia
- Los cuentos de Hoffman  de Michael Powell y Emeric Pressburger - Oso de Plata a la mejor película musical

### Oso de bronce
- The Undefeated de Paul Dickson - Oso de bronce al mejor documental
- La versión Browning de Anthony Asquith - Oso de Bronce al Mejor Drama
- Casado y con dos suegras de Mitchell Leisen - Oso de bronce a la Mejor Comedia
- Con destino a la Luna  de Irving Pichel - Oso de bronce a la Mejor Película de crimen o de aventura

### Medalla de oro
- Kleine Nachtgespenster de Eugen Schuhmacher  - Medalla de Oro a la Mejor Cultura películas y documentales
- Der Film entdeckte Kunstwerke indianischer Vorzeit de Hans Cürlis - Medalla de Oro a la Mejor Película Artes y las Ciencias
- The Story of Time de Michael Stainer-Hutchins - Medalla de Oro a la Mejor Película Publicidad

### Medalla de plata
- Begone Dull Care de Norman McLaren y Evelyn Lambart - Medalla de Plata a la mejor película de cultura o documental
- Goya de Luciano Emmer - Medalla de Plata a la mejor película de Artes y Ciencias
- Het gala-Concert - Medalla de Plata a la Mejor Película Publicidad

### Medalla de bronce
- Der gelbe Dom de Eugen Schuhmacher  - Medalla de Bronce por Mejor Cultura películas y documentales
- Bosch - Medalla de Bronce a la Mejor Película Artes y las Ciencias
- Blick ins Paradies de Hans Fischerkoesen - Medalla de Bronce a la Mejor Película Publicidad

### Premio del Público
- Gran placa de bronce - Cenicienta de Wilfred Jackson
- Pequeña placa de bronce - La versión Browning de Anthony Asquith
- Premio especial de la ciudad de Berlín
- Premio especial a un excelente logro de Cine - Il Cristo proibito de Curzio Malaparte
- Premio especial a un excelente logro de Cine - Dieu a besoin des hommes de Jean Delannoy
- Certificado de honor - Doctor Holl: Historia de un gran amor de Rolf Hansen